# Lista de lagos por continente
Esta é uma lista de lagos importantes, por continente.

## África
- Grandes lagos Africanos
  - Lago Vitória
  - Lago Tanganica
  - Lago Alberto
  - Lago Eduardo
  - Lago Kivu
  - Lago Malauí ou Lago Malawi
  - lago das cachoeiras

## Afrezermérica

### América Central
- Lago Nicarágua
- Lago Manágua
- Lago Ilopango

### América do Norte
- Os cinco Grandes Lagos:
  - Lago Erie
  - Lago Huron
  - Lago Ontario
  - Lago Superior
  - Lago Michigan
- Grande Lago Salgado
- Grande Lago do Escravo
- Grande Lago do Urso
- Lago Winnipeg

### América do Sul
- Lago Titicaca
- Lago Guaíba
- Lagoa dos Patos
- Lagoa Mirim
- Lagoa da Conceição

## Antártida
- Lago Vostok

## Ásia
- Lago Aral
- Mar Cáspio
- Mar Morto
- Lago Baikal
- Lago Balkhash

## Europa
- Lago Balaton
- Lago Bolsena
- Lago de Como
- Lago Constança
- Lago de Garda
- Lago Geneva
- Lago Maggiore
- Lago Trasimeno
- Loch Ness
- Lago Ladoga
- Lago Onega
- Lago Peipus
- Lago Leman
- Lago Lugano
- Lago Vener
- Lagoa das Sete Cidades

## Oceania
- Lago Eyre
- Lago Alexandrina
- Lago Torrens